# ABC do Amor (1967)
ABC do Amor (com o título internacional de "El ABC del Amor") é um loga metragem de co-produção latino com o Brasil, Chile e Argentina. O filme é dividido em três partes, cada parte, um diretor dirige. No caso, Noite Terrível, Rodolfo Kuhn, Mundo Mágico, Hélvio Soto e O Pacto, Eduardo Coutinho.
O título do filme, "ABC", vêm das iniciais dos países que fizeram parte da co-produção, Argentina, Brasil, Chile.

## Elenco[3]
- Jorge Rivera López ... Ricardo
- Vera Vianna ...Inez
- Reginaldo Faria ... Mário
- Federico Luppi ...Totó
- Jofre Soares  ...Pai de Inez
- Hector Pellegrini ... Paco
- Isabel Ribeiro
- Adriana Aizemberg